# Helcogramma steinitzi
Helcogramma steinitzi és una espècie de peix de la família dels tripterígids i de l'ordre dels perciformes.

## Morfologia
- Els mascles poden assolir 5,6 cm de longitud total.
- Nombre de vèrtebres: 35-36.[1][2]

## Hàbitat
És un peix marí de clima tropical i associat als esculls de corall que viu fins als 10 m de fondària.

## Distribució geogràfica
Es troba des del nord de la Mar Roja fins al Golf Pèrsic.